# Hệ cơ
Hệ cơ là một hệ cơ quan bao gồm các cơ xương, cơ trơn và cơ tim. Nó cho phép chuyển động của cơ thể, duy trì tư thế và lưu thông máu trên khắp cơ thể. Các hệ cơ ở động vật có xương sống được điều khiển thông qua hệ thần kinh mặc dù một số cơ (như cơ tim) có thể hoàn toàn tự chủ. Cùng với hệ xương, nó tạo thành hệ cơ xương, chịu trách nhiệm cho việc vận động của cơ thể con người.

## Các cơ

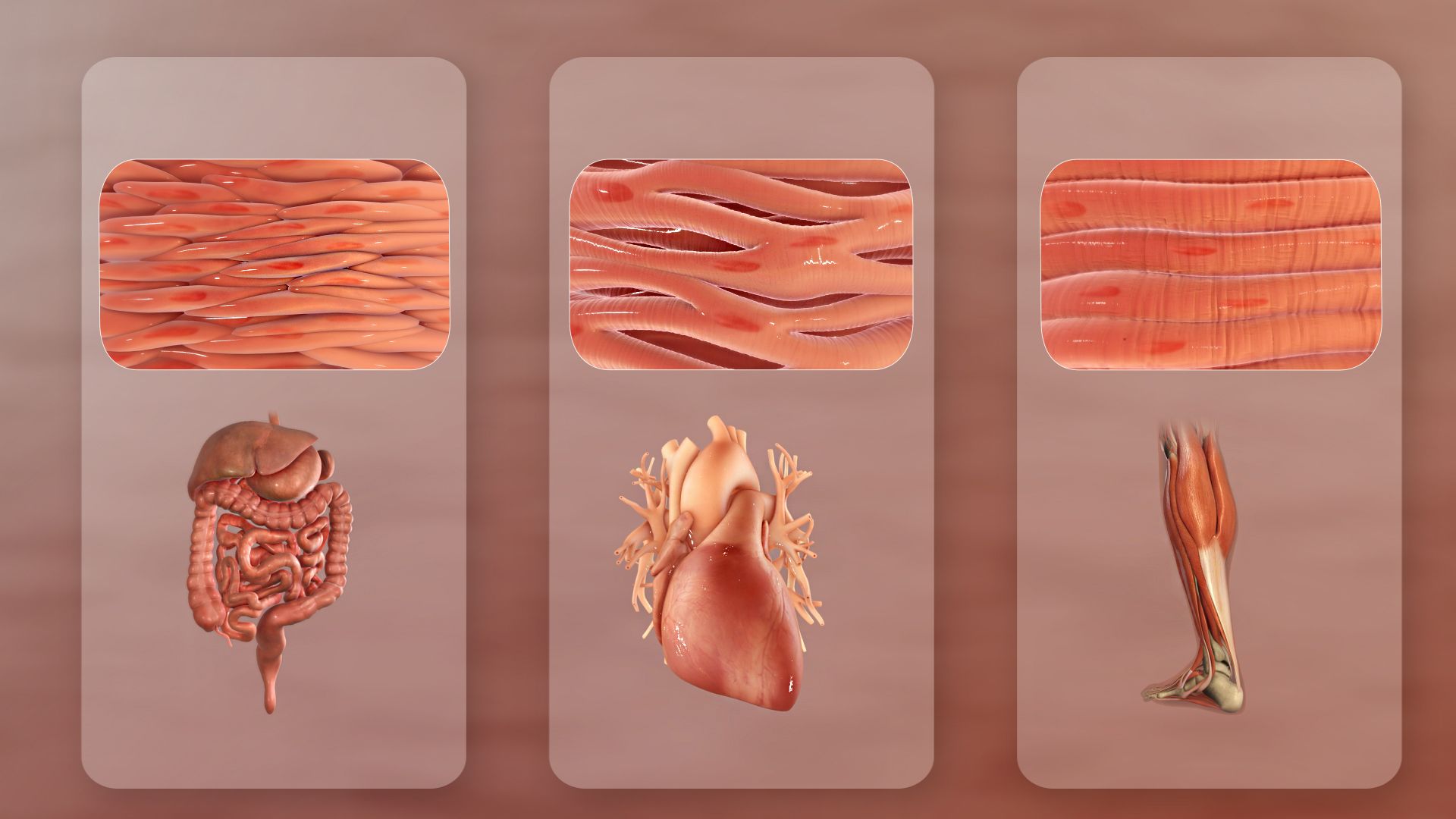
Ba loại cơ riêng biệt (trái sang phải): Cơ trơn (không có vân) trong các cơ quan nội tạng, cơ tim và cơ xương.

Có ba loại cơ khác nhau: cơ xương, cơ tim và cơ trơn (không có vân). Cơ cung cấp sức mạnh, sự cân bằng, tư thế, chuyển động và nhiệt để giữ ấm cho cơ thể.

### Cơ xương
Cơ xương, giống như các cơ vân khác, bao gồm các tế bào cơ, hoặc các sợi cơ, lần lượt bao gồm các sợi cơ, bao gồm các đốt cơ, khối xây dựng cơ bản của mô cơ vân. Sau khi kích thích bởi một thế động tác, cơ xương thực hiện một sự co thắt phối hợp bằng cách rút ngắn từng đốt cơ. Mô hình đề xuất tốt nhất để hiểu sự co lại là mô hình dây tóc trượt của sự co cơ. Trong đốt cơ, các sợi actin và myosin chồng lên nhau trong một chuyển động hợp đồng về phía nhau. Các sợi nấm myosin có các đầu hình câu lạc bộ chiếu về phía các sợi actin.
Các cấu trúc lớn hơn dọc theo sợi myosin được gọi là đầu myosin được sử dụng để cung cấp các điểm đính kèm trên các vị trí gắn kết cho các sợi actin. Các đầu myosin di chuyển theo kiểu phối hợp; họ xoay về phía trung tâm của sarcomere, tách ra và sau đó gắn lại vào vị trí hoạt động gần nhất của dây tóc actin. Đây được gọi là một hệ lực ratchet.